# ديغرلن
ديغرلن (بالألمانية: Dägerlen) هي إحدى بلديات مقاطعة فينترتور في كانتون زيورخ في سويسرا. تبلغ مساحتها 7.90 كيلومتر مربع، ويقدر عدد سكانها بـ 1015 نسمة (حسب تعداد ديسمبر 2017).